# Henk Eijsink

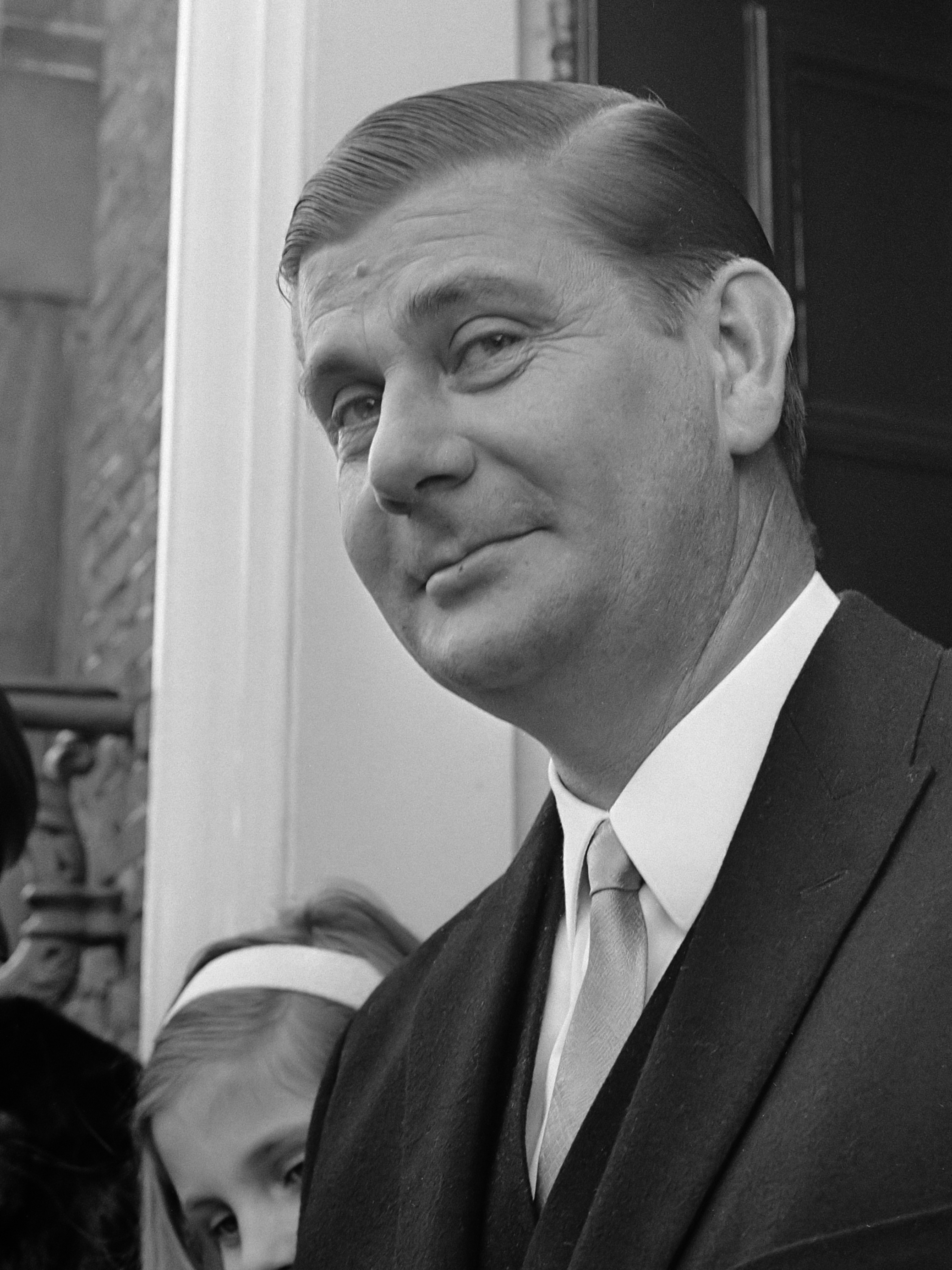
Hendrikus Johannes Eijsink (1970)

Hendrikus Johannes (Henk) Eijsink (Groningen, 17 mei 1929 – 27 mei 2004) was een Nederlands politicus van de PvdA.
Eijsink werd geboren als zoon van een timmerman en na het behalen van zijn diploma aan de Rijks-hbs aldaar ging hij werken bij de griffie van de provincie Groningen. In zijn vrije tijd studeerde hij economie aan de Rijksuniversiteit Groningen, waar hij in 1956 afstudeerde. In 1957 ging hij werken bij de provincie Drenthe en een jaar later werd hij wetenschappelijk medewerker bij de Wiardi Beckman Stichting, waar hij het bracht tot adjunct-directeur. Daarnaast was hij vanaf 1962 lid van de gemeenteraad van Heiloo, waar hij ook wethouder is geweest. In april 1965 werd Eijsink benoemd tot burgemeester van Bellingwolde en na het vertrek eind 1966 van Paul Boersma, burgemeester van de buurgemeente Wedde, werd hij daarnaast waarnemend burgemeester van die gemeente. In 1968 fuseerden die twee gemeenten tot de gemeente Bellingwedde, waarvan hij de burgemeester werd. Begin 1970 werd Eijsink burgemeester van Meppel en in 1979 volgde zijn benoeming tot burgemeester van Zeist. In september 1985 kwam hij na een vakantie in Griekenland ernstig ziek terug naar Nederland en als gevolg van diens ziekte kon hij amper meer functioneren, waarop hem in april 1987 ontslag werd verleend.

## Onderscheidingen
- Officier in de Orde van Oranje-Nassau[1]